# Seznam kamerunskih nogometašev
Seznam kamerunskih nogometašev.

## A
- Guy Zock Abep
- Vincent Aboubakar
- Jean-Patrick Abouna
- Nicolas Alnoudji
- Benoît Angbwa
- Clévis Ashu
- Guy N'dy Assembé
- Benoit Assou-Ekotto
- Valentine Atem
- Thimothee Atouba

## B
- Frank Bagnack
- Michel Nack Balokog
- Sébastien Bassong
- Henri Bedimo
- Andre Bikey
- Gaëtan Bong
- Aminou Bouba
- Alioum Boukar
- Serge Branco

## C
- Aurélien Chedjou
- Nicolas Chedjou
- Eric Maxim Choupo-Moting

## D
- Cédric Djeugoué
- Eric Djemba-Djemba
- Jean Marie Dongou

## E
- Paul Alo'o Efoulou
- Eugène Ekéké
- Achille Emana
- Eyong Enoh
- Joël Epalle
- Samuel Eto'o

## F
- Maxime Loïc Feudjou
- Marc-Vivien Foé

## H
- Jacques Haman
- Souleymanou Hamidou

## I
- Mohammadou Idrissou
- Charles Itandje

## J
- Joseph-Désiré Job

## K
- Raymond Kalla
- Idriss Carlos Kameni
- Jean-Armel Kana-Biyik
- Daniel Ngom Kome

## L
- Raoul Loé

## M
- Jean Makoun
- Joël Matip
- Lauren Etame Mayer
- Modeste M'Bami
- Stéphane Mbia
- Patrick M'Boma
- Lucien Mettomo
- Roger Milla
- Benjamin Moukandjo

## N
- Pius Ndiefi
- Sammy N'Djock
- Joseph Ndo
- Landry N'Guemo
- Pierre Njanka
- Geremi Njitap
- Thomas N'Kono
- Nicolas N'Koulou
- Danny Nounkeu
- Roland Njume Ntoko
- Allan Nyom

## O
- Salomon Olembé
- Fabrice Olinga
- Aboubakar Oumarou
- Ambroise Oyongo

## S
- Edgar Salli
- Alex Song
- Rigobert Song
- Jacques Songo'o
- Patrick Suffo

## T
- Bill Tchato
- Bernard Tchoutang
- Somen Tchoyi

## W
- Achille Webó
- Pierre Wome

## Z
- Jacques Zoua